# Secosteroide
Secosteroide é um composto químico derivado de um esteroide no qual tenha ocorrido a separação (clivagem) das suas ligações químicas.